# Jan II Kapadocki
Jan II Kapadocki, gr. Ιωάννης Β΄ Καππαδόκης (zm. 19 stycznia 520) – patriarcha Konstantynopola w latach 518–520.  

## Życiorys
Sprawował urząd patriarchy od 17 kwietnia 518 do 19 stycznia 520 r. Jego krótki patriarchat zakończył trwającą 34 lata schizmę akacjańską. 